# Shèna
Shèna, nata Shèna McSween (Reading, 19 novembre 1977), è una cantante britannica.
Cantante di musica dance, ha cominciato la sua carriera partecipando a tour mondiali come cantante d'appoggio. Ha anche ri-editato canzoni per altre cantanti pop.
Il suo successo si deve principalmente al prestito della sua voce a dj come Michael Gray nel brano The Weekend, ma sono noti anche brani e interventi da solista.
Talvolta le sue produzioni sono accreditate come Shena Winchester.

## Discografia

### Album in studio
- 2003 - B.I.T.C.H.
- 2009 - One Man Woman
- 2010 - 2079
- 2011 - My Brave Face

### Singoli
- 1995 - You Belong to Me (con JX)
- 1996 - There's Nothing I Won't Do (con JX)
- 1996 - More Than Woman
- 1997 - Let The Beat Hit 'Em
- 1998 - Hot Stuff (con Arsenal & Friends)
- 2000 - Dynamite (Dancehall Queen) (con Dinamyte)
- 2001 - I Can Cast A Spell (con l'alias 'Cloudburst' con Disco-Tex)
- 2001 - I'll Be Waiting (con Full Intention)
- 2002 - Comin' At Ya (con Soul Avengerz)
- 2003 - Wilderness (con Jurgen Vries)
- 2003 - Turn My World (con Skyy)
- 2004 - No More (con Bhooka e T-Bone)
- 2004 - Dirty Little Dream (with Per Qx)
- 2004 - The Weekend (con Michael Gray)
- 2005 - Your Day Is Coming (con Full Intention)
- 2005 - 1000 Years (Just Leave Me Now) (con Jupiter Ace)
- 2005 - Rock Me Dirty
- 2006 - Electrosexual
- 2006 - Friday Night (con Sex Machine)
- 2006 - Do It Again (con Disco Freaks)
- 2007 - Dare Me (Stupidisco) (con Junior Jack)
- 2007 - The Real Thing (con Cloudskippers)
- 2007 - Guilty (con De Souza)
- 2007 - Altered State of Mind (con Mr Groove & Vergas)
- 2007 - Still In Love (con Notus)
- 2007 - I've Found the Love (con Weekend Masters)
- 2007 - Let Your Mind Go (con Starchaser)
- 2007 - Fallin (con Dirty High)
- 2007 - The Power of One (con DT8 Project)
- 2011 - Take Me to the Star (con Cristian Marchi, Nari & Milani)
- 2012 - Do It ! (con Figarelli Dj)
- 2012 -  4ever (con Francesco Sparacello)